# Елк Ривър
Елк Ривър (на английски: Elk River) е град в окръг Клиъруотър, щата Айдахо, САЩ. Елк Ривър е с население от 156 жители (2000) и обща площ от 0,4 km². Намира се на 870 m надморска височина. ЗИП кодът му е 83827, а телефонният му код е 208.